# Vincenzo Palumbo
Vincenzo Palumbo (* 17. Mai 1974 in Heilbronn) ist ein ehemaliger deutsch-italienischer Fußballspieler.

## Karriere
Vincenzo Palumbos Werdegang begann beim TSV Biberach und dem VfR Heilbronn. Palumbo wechselte dann als Profi zu den Stuttgarter Kickers und spielte anschließend in der 1. Schweizer Liga beim FC Basel und bei Servette FC Genève. 
Nach seinem Wechsel nach Italien zu AS Andria BAT in die Serie B wurde er vom FC Empoli für die Saison 1998/99 in die höchste italienische Spielklasse, die Serie A verpflichtet. Dort kam er allerdings nur zu drei Spieleinsätzen. In der Saison 2005/06 spielte er bei ASD Torres Calcio in der Serie C. Zwischen 2006 und 2009 spielte er für den AC Pisa und Olbia Calcio 1905, bis er 2009 zu Virtus Casarano wechselte. In den weiteren Jahren spielte er für verschiedene italienische Amateurklubs, ehe er im Jahr 2016 seine Laufbahn beendete.